# Aurel Vijoli
Aurel Vijoli (n. 12 februarie 1902, Telechi-Recea, Comitatul Făgăraș, din Austro-Ungaria, azi Recea, județul Brașov – d. 1 iulie 1981, București, România) a fost un comunist român, Guvernator al Băncii Naționale a României (1947 - 1948) și întâiul Președinte al „Băncii de Stat a Republicii Populare Române” (1948 - 1952), ministru de finanțe al României între 1957 - 1968.

## Biografie
Aurel Vijoli s-a născut la 12 februarie 1902, în localitatea Telechi-Recea, din Comitatul Făgăraș, azi Recea, din județul Brașov, în familia învățătorului Bartolomei Vijoli (21 august 1866 - 16 noiembrie 1918) și a soției sale, Maria Țestea (30 mai 1881 - 06 iunie 1924). Tatăl său era originar din satul Gura Văii, Brașov, fiind fiul lui Dănilă Vijoli (d. 07 martie 1906) și al Anei Zâmborean (05 iulie 1839 - 08 mai 1924).
Aurel Vijoli a fost licențiat al Academiei de Înalte Studii Comerciale și Industriale, doctor în drept; a fost angajat la Banca Națională a României din august 1923.
În anul 1943 a devenit membru al Partidului Comunist din România.
Aurel Vijoli a deținut diverse funcții în cadrul acestei instituții, inclusiv cea de guvernator al Băncii Naționale în perioada 18 noiembrie 1947 - 5 martie 1952. În aceasta calitate, Aurel Vijoli a aplicat politica economică promovată de Partidul Comunist Român: 
- februarie 1948 - toate instituțiile de credit au fost radiate din registrul societăților bancare, ele putând fi reînscrise doar pe baza unei noi autorizații de funcționare emise de Curtea Superioară Bancară cu avizul B.N.R.;
- 11 iunie 1948 - au fost naționalizate Societatea Națională de Credit Industrial, Casa de Economii și Cecuri Postale și Casa de Depuneri și Consemnațiuni;
- Întreprinderile naționalizate puteau primi credite doar de la B.N.R.;
- 13 august 1948 - Legea pentru dizolvarea și lichidarea întreprinderilor bancare și instituțiilor de credit;
- 13 noiembrie 1948 - Banca Națională a României a devenit prin lege Banca de Stat a Republicii Populare Române, guvernatorul a devenit președinte fiind în același timp și adjunct al ministrului Finanțelor;
- Banca de Stat a R.P.R. putea acorda doar credite pe termen scurt în baza planului de credite;
- septembrie 1949 - a fost introdus planul de casă, prima etapă în „realizarea controlului prin leu”;
- 27 ianuarie 1952 - s-a publicat Hotărârea Consiliului de Miniștri privind realizarea unei noi reforme monetare; conducerile Ministerului de Finanțe și Băncii de Stat au fost acuzate de sabotarea reformei monetare, printre vinovați se număra și Aurel Vijoli, demis din funcție și ulterior arestat sub acuzația de „sabotare a economiei naționale”.

Arestarea lui Aurel Vijoli a fost urmată de îndepărtarea de la conducerea Băncii de Stat a R.P.R. a unui număr mare de specialiști, care au fost înlocuiți cu persoane care se întorceau de la studii din U.R.S.S. sau cu diverși membri ai P.M.R. cu pregătire profesională redusă.
Odată cu arestarea lui Vasile Luca, Vijoli a fost anchetat pentru complicitate la felul în care a decurs reforma monetară și naționalizarea și nu a mai primit nici o însărcinare. Aurel Vijoli se opusese celei de-a doua stabilizări (din 1952).
După ce a fost reabilitat, a fost numit ministru al Finanțelor în: 
- Guvernul Chivu Stoica (2) (20 martie 1957 - 20 martie 1961),
- Guvernul Ion Gh. Maurer (1) (21 martie 1961 - 17 martie 1965),
- Guvernul Ion Gh. Maurer (2) (18 martie - 20 august 1965),
- Guvernul Ion Gh. Maurer (3) (21 august 1965 - 8 decembrie 1967) și
- Guvernul Ion Gh. Maurer (4) (9 decembrie 1967 - 16 iulie 1968), devenind totodată membru al CC al PCR (1960-1974), apoi
- membru al Comisiei Centrale de Revizie (1974-1981).

## Distincții
- Ordinul Muncii clasa a III-a (30 decembrie 1957) „cu ocazia celei de a zecea aniversări a proclamării Republicii Populare Romîne și pentru merite deosebite în îndeplinirea sarcinilor date de Partidul Muncitoresc Romîn, pentru merite deosebite pe tărîmul construcției de stat, economice, sociale, culturale și obștești”[4]
- Ordinul „23 August” clasa a III-a (12 august 1959) „pentru merite deosebite în opera de construire a socialismului”[5]
- Medalia „40 de ani de la înființarea Partidului Comunist din Romînia” (6 mai 1961) „pentru activitate îndelungată în mișcarea muncitorească și merite în opera de construire a socialismului”[6]
- Ordinul Muncii clasa I (18 august 1964) „pentru merite deosebite în opera de construire a socialismului, cu prilejul celei de a XX-a aniversări a eliberării patriei”[7]
- Ordinul „Tudor Vladimirescu” clasa a III-a (30 aprilie 1966) „cu prilejul celei de-a 45-a aniversări de la înființarea Partidului Comunist din România, pentru îndelungată activitate în mișcarea muncitorească și merite deosebite în opera de construire a socialismului”[8]
- Ordinul „Tudor Vladimirescu” clasa a II-a (4 mai 1971) „cu prilejul aniversării a 50 de ani de la constituirea Partidului Comunist Român, [...] pentru activitate îndelungată în mișcarea muncitorească și merite deosebite în opera de construire a socialismului”[9]
- Ordinul „23 August” clasa I (23 ianuarie 1978) „pentru activitate îndelungată în mișcarea muncitorească și contribuția adusă la înfăptuirea politicii partidului și statului de făurire a societății socialiste multilateral dezvoltate în patria noastră”[10]

## In memoriam
- Un colegiu din Făgăraș îi poartă numele: „Colegiul Tehnic Aurel Vijoli”.[11]

## Lucrări publicate
- Sistemul bănesc în slujba claselor exploatatoare din Țările Romîne și Romînia burghezo-moșierească, Editura Științifică, București, 1958;
- Organizarea finanțării, creditării și decontărilor, Editura Științifică, București, 1962.

## Galerie de imagini

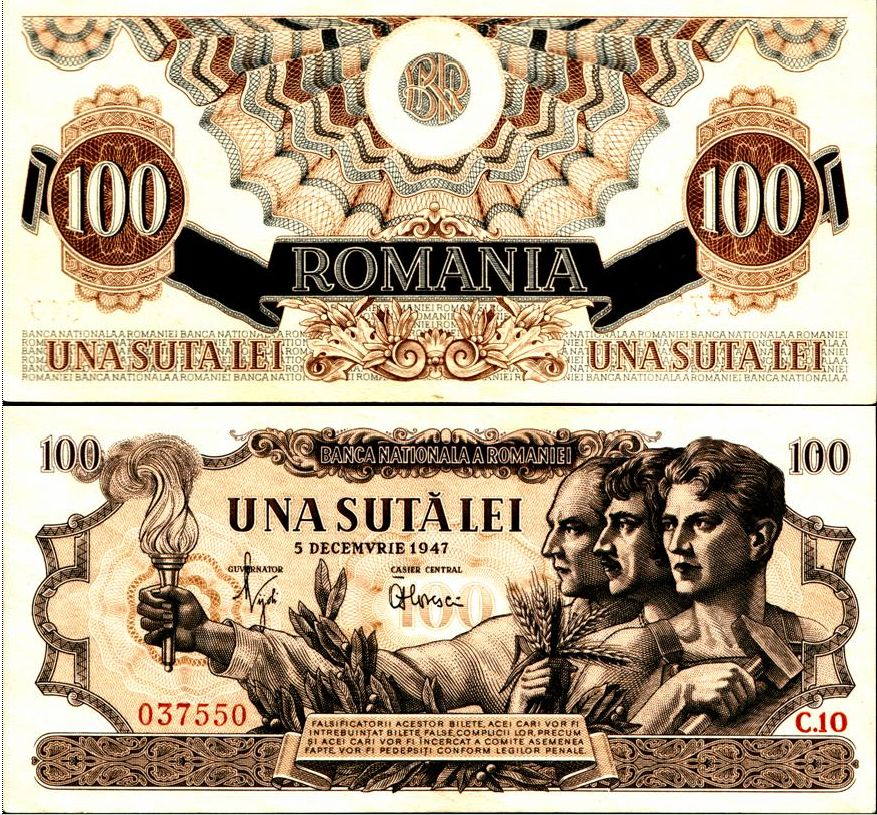
Bancnotă cu valoarea nominală de 100 de lei, emisă în 5 decembrie 1947, de Banca Națională a României, purtând semnătura guvernatorului Aurel Vijoli (pe reversul bancnotei)
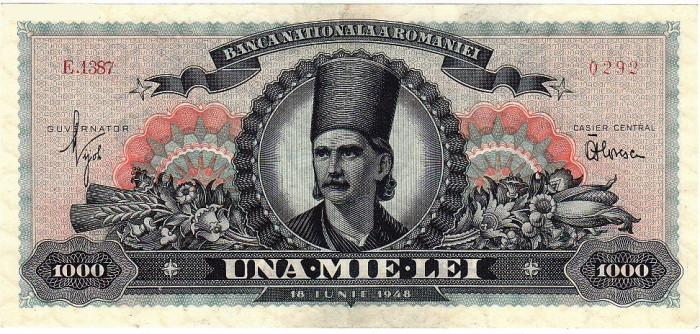
Bancnotă cu valoarea nominală de 1.000 de lei, emisă la 18 iunie 1948, de Banca Națională a României, purtând semnătura guvernatorului Aurel Vijoli (pe aversul bancnotei)
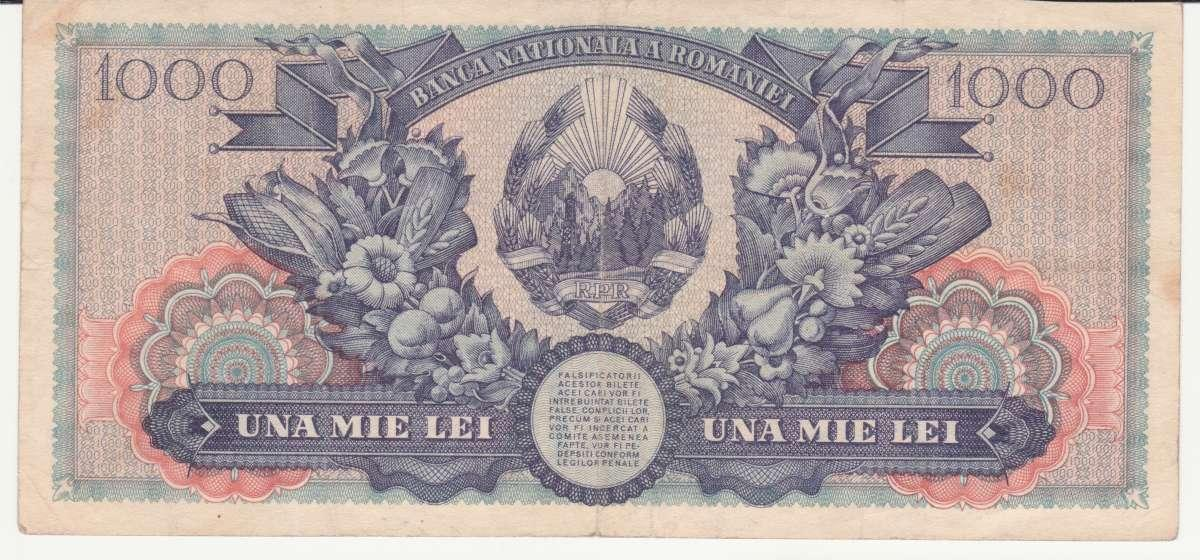
Bancnotă cu valoarea nominală de 1.000 de lei, emisă la 18 iunie 1948, de Banca Națională a României (revers)